# 品鶴線
品鶴線（ひんかくせん）は、東京都港区の品川駅と横浜市鶴見区の鶴見駅を新鶴見信号場を経由して結ぶ、東海道本線の支線の通称である。
「品鶴線」は、品川駅から鶴見駅との間を結ぶ路線として付けられた通称であり、正式には東海道本線の一部である。よって、旅客案内では「品鶴線」の名前を用いることはなく、2010年代より実施されている、川崎駅方面でのトラブル等の際に東海道本線の列車が本路線を迂回運転する際には『横須賀線の線路を使用』と案内されている（同様の例として利府線が挙げられる）。

## 概要
本路線は、当初は貨物線として建設された路線で、品川駅で本線と分かれて内陸部を南西方面へ進み、多摩川を渡った武蔵小杉駅付近で南に大きくカーブして南進し、新鶴見信号場を過ぎた先の鶴見駅付近で本線と再合流する。また、大崎付近で山手貨物線とも連絡する。
今日では横須賀線、湘南新宿ライン、相鉄線直通列車の3つの列車運行系統の走行ルートの一部とされており、東日本旅客鉄道（JR東日本）が第一種鉄道事業者、日本貨物鉄道（JR貨物）が第二種鉄道事業者となっている。なお、今日でも本路線から山手貨物線を経由して東海道と東北方面を結ぶ貨物列車が存在するが、大半は東京貨物ターミナル駅を経由する新たな東海道貨物線や武蔵野線に移されている。

## 歴史

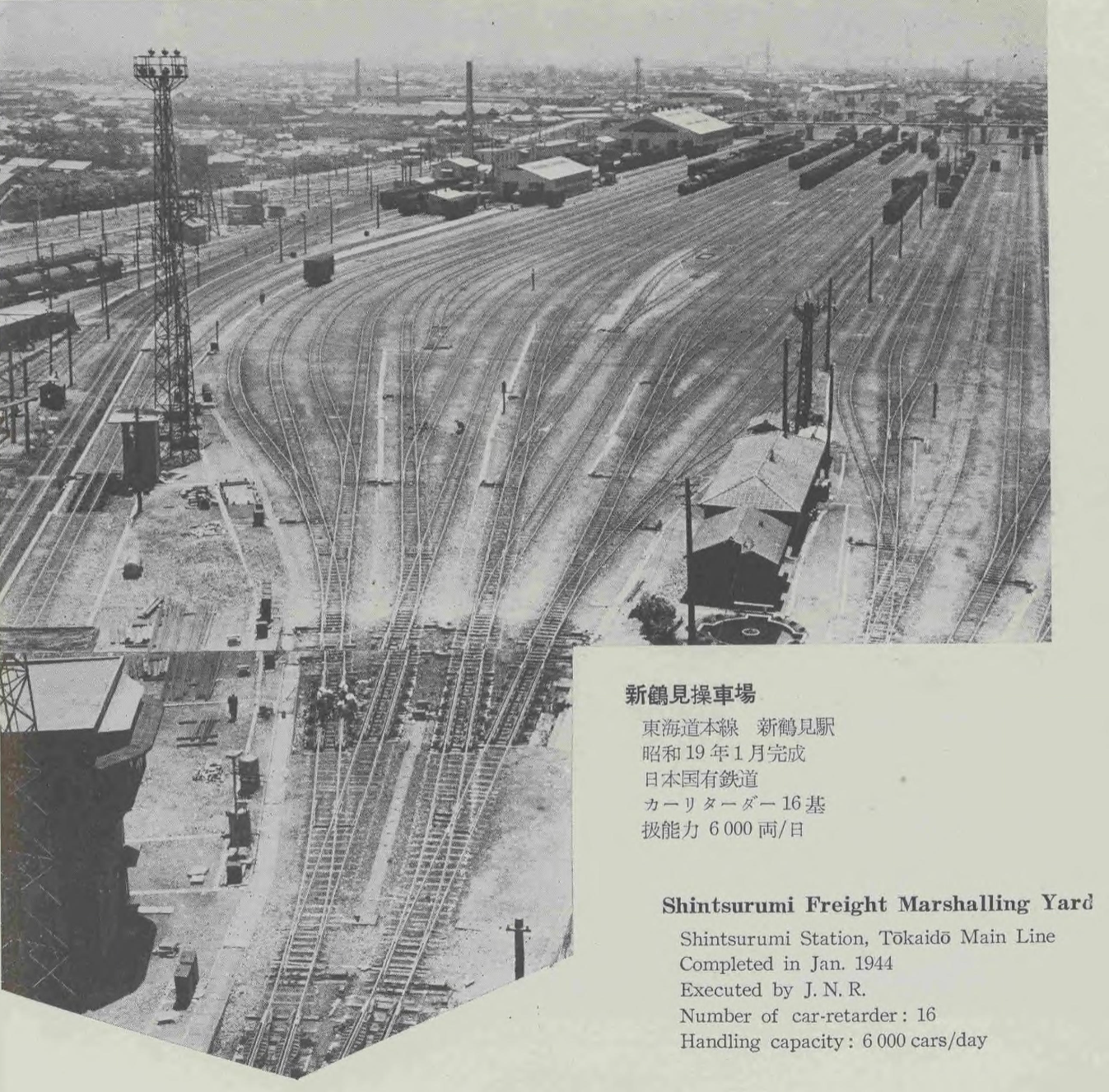
新鶴見操車場（1954年）

本路線は、東海道本線品川駅 - 横浜駅間で旅客線と貨物線を腹付け平行する形で線路分離を計画したが、市街地化した同本線の線路端の用地確保が困難となり、なおかつ大操車場（新鶴見操車場; 現・新鶴見信号場）を設置したい関係もあり、本線とは通過地が大きく異なるその操車場を経由する新たな貨物線として建設された路線であり、1929年（昭和4年）に開業した。
「通勤五方面作戦」の一環として1980年（昭和55年）に行われた東海道・横須賀別線化（通称、SM分離）によって旅客線化され、横須賀・総武快速線電車が走るようになった。その際に開業当初は途中に駅相当施設が新鶴見操車場しかなかったが、旅客線化と同時に新川崎駅、国鉄末期の1986年（昭和61年）に西大井駅、JR化後の2010年（平成22年）に武蔵小杉駅が開業している。また、2001年（平成13年）からは湘南新宿ラインの列車、2019年（令和元年）からは相鉄線直通列車も走るようになっている。
東海道新幹線の建設時には、土地取得の困難さから品川駅から多摩川までの大部分の区間で本路線のルートを利用することになり、本路線の真上に高架を建設したり、本路線の線路に隣接して建設したりすることで用地を確保して建設された。そのため、品川駅から武蔵小杉駅付近まで新幹線と並走している。

### 年表
- 1929年（昭和4年）8月21日 : 品川 - 新鶴見操車場 - 鶴見間（11.0M≒17.70km）が複線で開業。目黒川信号場、新鶴見操車場開設。
- 1930年（昭和5年）
  - 4月1日 : マイル表示からメートル表示に変更（11.0M→17.8km）。
  - 10月30日 : 新鶴見操車場 - 鶴見間が電化。
- 1934年（昭和9年）12月1日 : 蛇窪信号場開設。
- 1939年（昭和14年）8月1日 : 品川 - 新鶴見操車場間が電化。
- 1950年（昭和25年）5月20日 : 蛇窪信号場 - 新鶴見操車場間に丸子信号場を開設。
- 1957年（昭和32年）7月17日 : 丸子信号場廃止。
- 1962年（昭和37年）2月 : 東海道新幹線工事のため、品川 - 蛇窪信号場間を単線運転とし（20か月間）、東海道線跨線トラス橋を撤去し複々線格子桁にする工事開始。
- 1963年（昭和38年）1月 : 東海道新幹線工事のため、蛇窪信号場 - 新鶴見操車場間で昼間に列車の通らない90分と60分の作業時間帯を設け（20か月間）、新幹線の高架工事開始。
- 1964年（昭和39年）3月29日 : 東海道新幹線の馬込地先の国道1号を跨ぐローゼ橋架設のため、深夜3時間半にわたり品鶴線き電停止、線路閉鎖。国道1号（第二京浜）も9時間半全面通行止め。
- 1965年（昭和40年）7月 : 目黒川信号場・蛇窪信号場廃止（大崎駅構内に編入）。
- 1973年（昭和48年）10月1日 : 尻手短絡線建設に伴い、南武線尻手 - 新鶴見操車場 - 品川・鶴見に営業キロが設定される。全区間が東海道本線と南武線の重複区間になる。
- 1976年（昭和51年）3月1日 : 武蔵野線鶴見 - 新鶴見操車場 - 府中本町間が開業。新鶴見信号場 - 鶴見は東海道本線、南武線、武蔵野線の3路線重複区間になる。
- 1980年（昭和55年）10月1日 : 新鶴見操車場 - 鶴見間に東海道本線専用の複線が増設され、この区間は3路線で複々線となる。旅客営業が開始され、横須賀線電車が乗り入れ。新川崎駅開業。
- 1984年（昭和59年）2月1日 : 新鶴見操車場が信号場に降格、新鶴見信号場となる。
- 1986年（昭和61年）4月2日 : 西大井駅開業。
- 1987年（昭和62年）4月1日 : 国鉄分割民営化により、東日本旅客鉄道が継承。南武線尻手 - 新鶴見信号場 - 品川の営業キロは廃止され、品川 - 新鶴見信号場は東海道本線単独に戻る。新鶴見信号場 - 鶴見は3路線重複のままであるが、第2種鉄道事業者である日本貨物鉄道の営業キロは武蔵野線にしか設定されなかった。
- 1991年（平成3年） 3月19日 : 成田エクスプレスの運転開始（当線内途中停車駅なし）。
- 2001年（平成13年）12月1日 : 湘南新宿ラインの運転開始。
- 2004年（平成16年）10月16日：品川 - 鶴見間の最高速度を100km/hから120km/hに引上げ[1]。
- 2010年（平成22年）3月13日 : 西大井 - 新川崎間に武蔵小杉駅開業。
- 2019年（令和元年）
  - 10月12日：令和元年東日本台風（台風19号）による大雨の影響で、武蔵小杉駅横須賀線構内が浸水する被害を受ける[9]。
  - 11月30日 : 相鉄・JR直通線が開業し、埼京線と相模鉄道の直通運転開始。

## 沿線概況

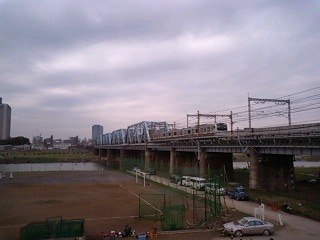
品鶴線多摩川橋梁は品鶴線の橋梁として建設された。現在は横須賀線・湘南新宿ラインの列車が多数往来する（2007年11月）。

大崎付近概略図

品川駅を南進すると、しばらくして東海道本線を乗り越えて西に別れ、建設中のリニア中央新幹線の北品川非常口を横に山手線と並走する。旧・目黒川信号場（現在は大崎駅構内扱い）で山手貨物線を分岐し、さらに旧・蛇窪信号場（同じく大崎駅構内扱い）で大崎駅からの大崎支線が合流、その先に西大井駅がある。品川駅から東海道新幹線と並走して大田区上池台界隈の台地を抜ける。東京都立田園調布高等学校多摩川グラウンドの脇にある品鶴線多摩川橋梁で多摩川を渡り、南武線との交差地点付近にある武蔵小杉駅を過ぎたところで新幹線と別れる。その先の踏み切りの南側で横須賀線用線路と貨物線とが分岐し、複々線となって南下（どちらの線路も品鶴線と称する）。この複々線区間の横須賀線用線路には新川崎駅が、貨物線には完成当時日本最大規模を誇った新鶴見操車場（現新鶴見信号場）があり、鶴見駅付近で再び東海道本線と合流（並走）する。新鶴見信号場 - 鶴見駅間の貨物線側は武蔵野線（貨物線である「武蔵野南線」）と線路を共用する。
さらに、鶴見駅からは横浜羽沢駅経由で小田原方面へと通じる東海道貨物線・根岸線方面に直通し東海道貨物線の一つである高島線と、鶴見駅から浜川崎駅、東京貨物ターミナル駅を経由して浜松町駅へと通じる東海道貨物線とそれぞれ接続している（ただし、東京貨物ターミナル方面へ通じる路線へは鶴見駅で機回し、電車であればスイッチバックを必要とする）。
新川崎駅は旅客化の際に建設された。西大井駅は地元の要望で民営化前の1986年に設置された。2010年3月には武蔵小杉駅横須賀線ホームが開設され南武線および東京急行電鉄東横線・目黒線との乗り換え駅となった。
なお、2019年11月30日に相鉄・JR直通線として東海道貨物線横浜羽沢駅近隣羽沢横浜国大駅 - 相模鉄道本線西谷駅間が開業し、相鉄線の列車が東海道貨物線から鶴見駅 - 旧蛇窪信号場間（鶴見駅 - 武蔵小杉駅間は当線複々線のうち貨物線側）で当線に乗り入れている。ただし、線路配置の関係上、新川崎駅は通過となる。

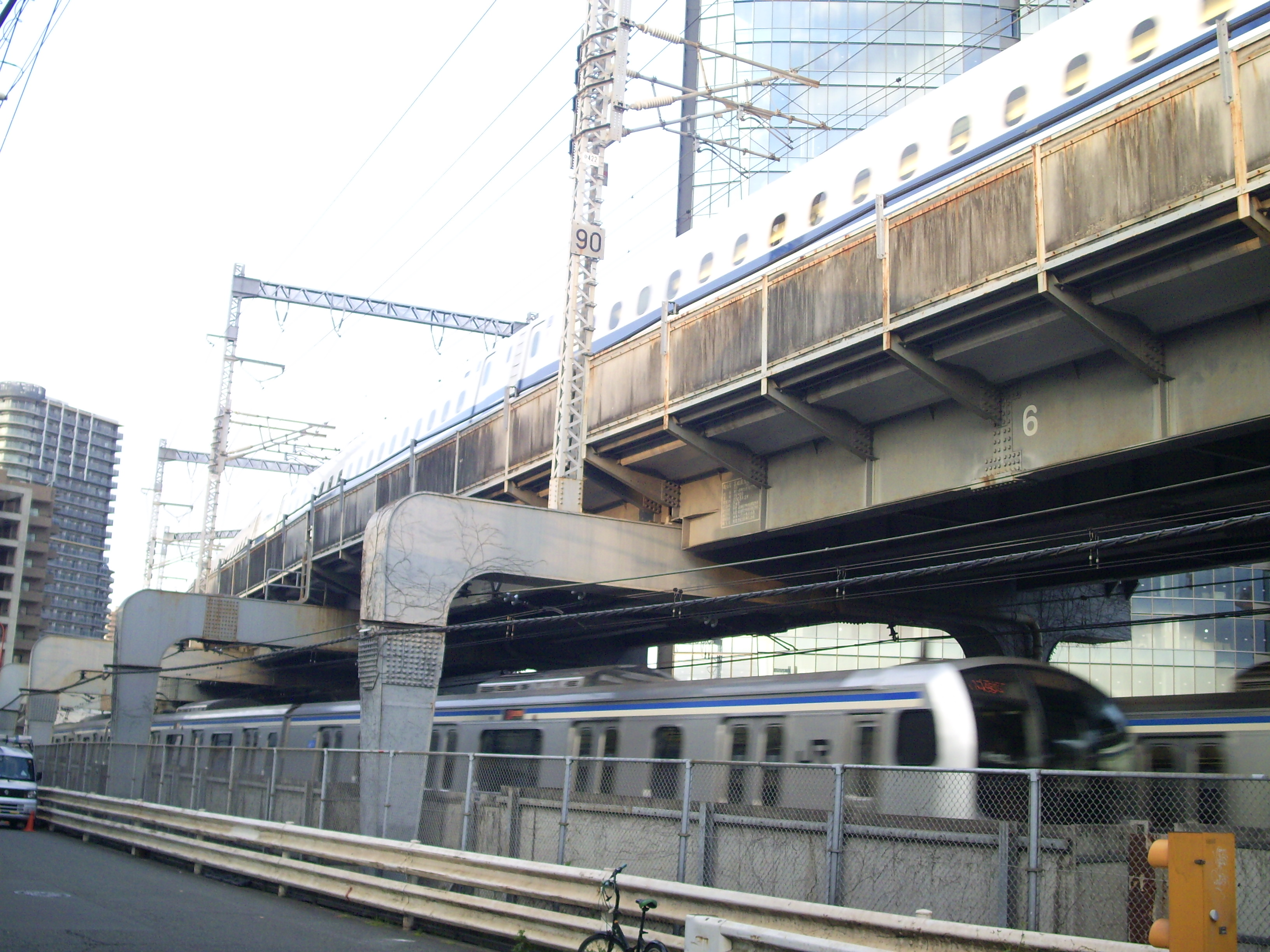
品鶴線と東海道新幹線の直上高架（大崎付近）
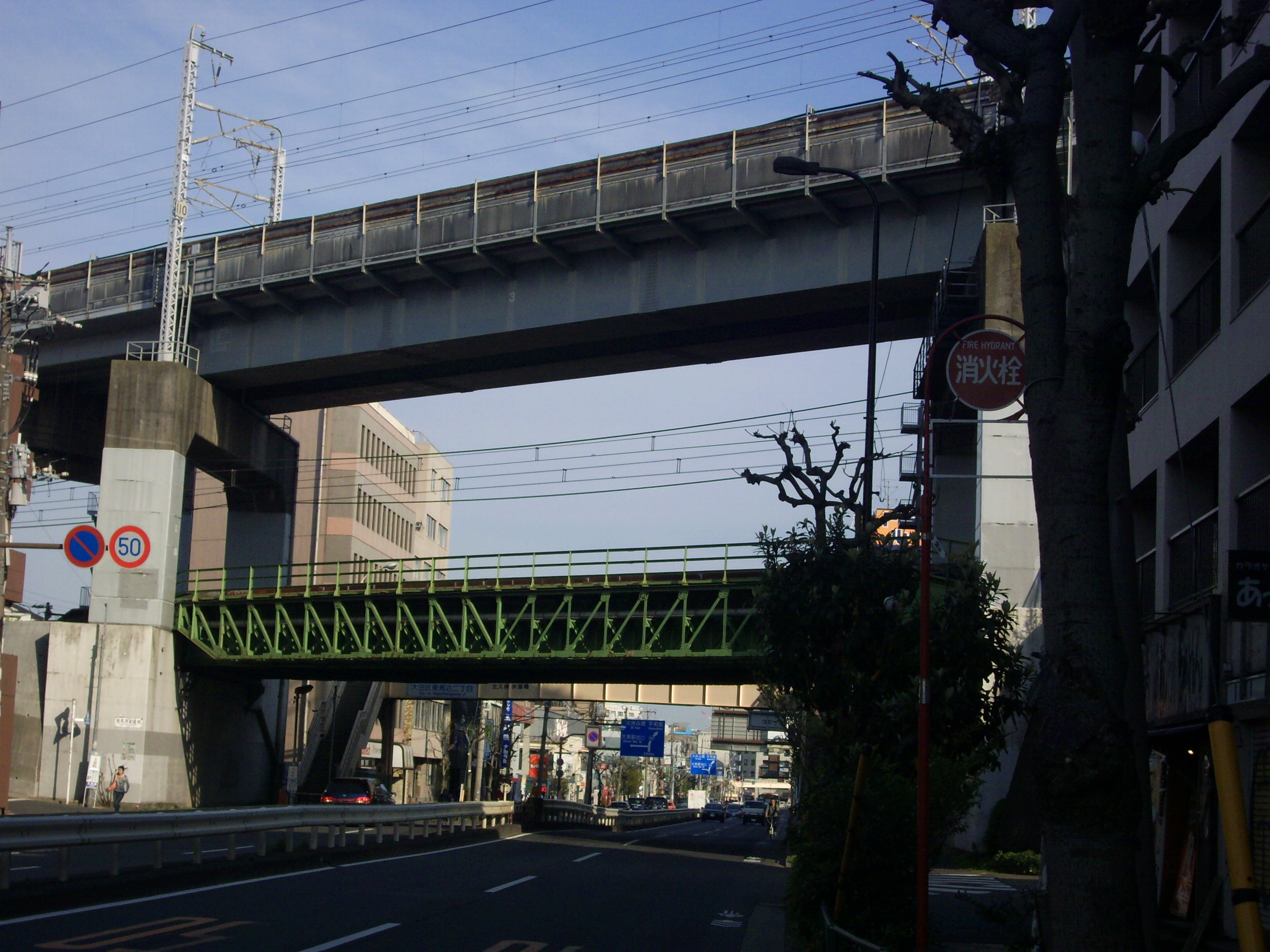
品鶴線と東海道新幹線の直上高架（環七との立体交差）
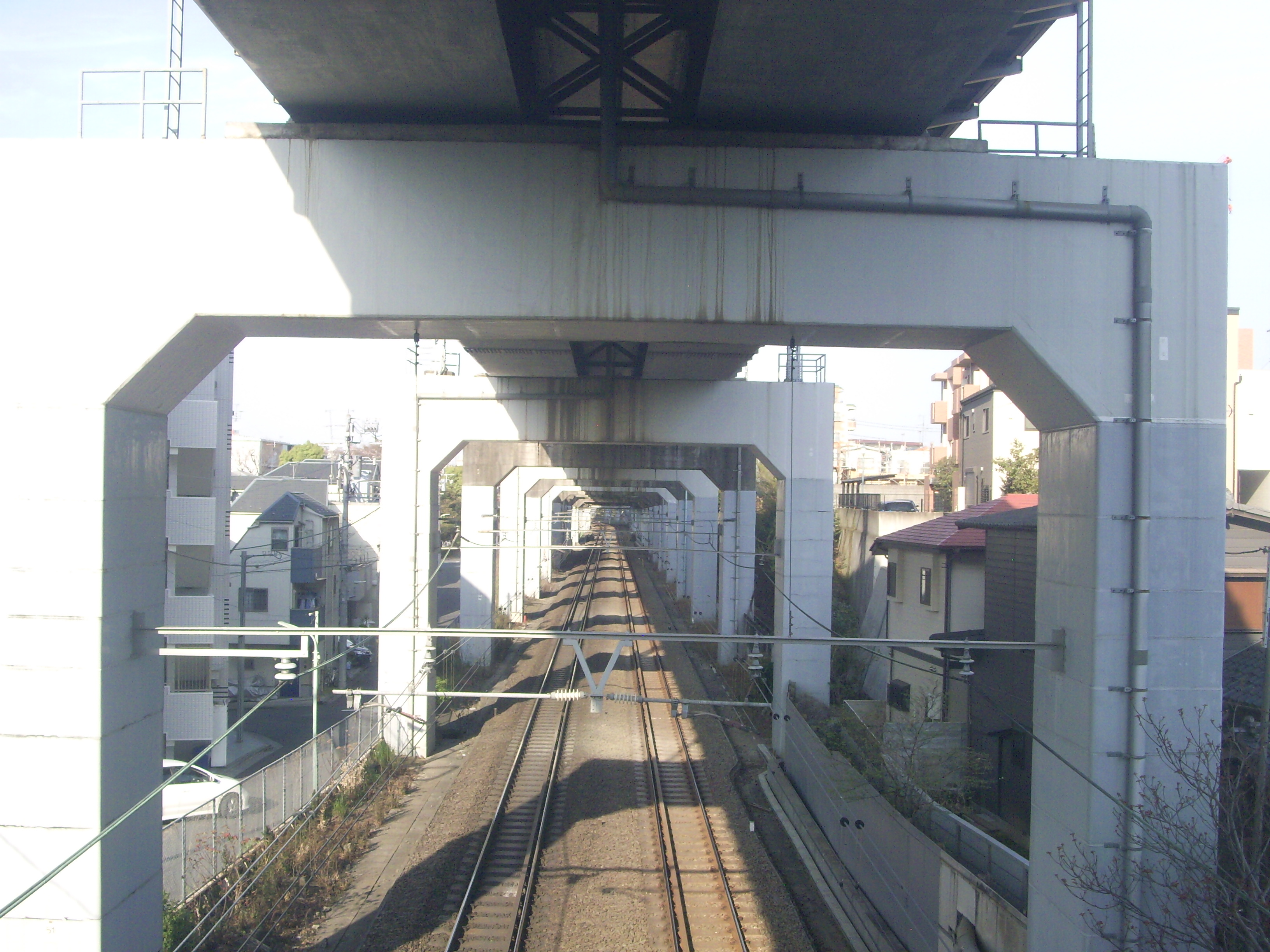
品鶴線と東海道新幹線の直上高架（大田区馬込）

## 駅一覧
- 接続路線は東日本旅客鉄道（JR東日本）の在来線（正式路線名または支線名）のみ記載。JR東日本以外の路線、および列車停車駅などの情報は横須賀・総武快速線・湘南新宿ライン・相鉄線直通列車の駅一覧を参照。
- 旅客ホーム（当路線を経由する列車用）
  - ●：旅客ホームが存在（横須賀線・湘南新宿ラインおよび相鉄線直通列車が使用）
  - ■：旅客ホームが存在（横須賀線のみ列車が使用）
  - ▲：貨物線（相鉄線直通列車が通過する線路）上には無いが、旅客線上にホームが存在（横須賀線・湘南新宿ラインの列車が使用）
  - 空白：旅客ホームなし
- *印：品鶴線と線路が直接繋がっていない路線（連絡線による接続を含む）

| 駅番号      | 駅名                | 駅間 営業キロ | 累計 営業キロ | 旅客ホーム | 接続路線                                          | 所在地   | 所在地        | 所在地        |
| ----------- | ------------------- | ------------- | ------------- | ---------- | ------------------------------------------------- | -------- | ------------- | ------------- |
| JO 17       | 品川駅              | -             | 0.0           | ■          | 東海道本線（本線）・山手線*                       | 東京都   | 港区          | 港区          |
|             | （旧 目黒川信号場） | -             | 1.3           |            | 山手貨物線                                        | 東京都   | 品川区        | 品川区        |
|             | （旧 蛇窪信号場）   | -             | 3.1           |            | 大崎支線                                          | 東京都   | 品川区        | 品川区        |
| JO 16 JS 16 | 西大井駅            | 3.6           | 3.6           | ●          |                                                   | 東京都   | 品川区        | 品川区        |
| JO 15 JS 15 | 武蔵小杉駅          | 6.4           | 10.0          | ●          | 南武線*                                           | 神奈川県 | 川崎市        | 中原区        |
| JO 14 JS 14 | 新川崎駅            | 2.7           | 12.7          | ▲          |                                                   | 神奈川県 | 川崎市        | 幸区          |
|             | 新鶴見信号場        | -             | 13.9          |            | 武蔵野線（貨物線）・南武線貨物支線（尻手駅方面）  | 神奈川県 | 川崎市        | 幸区          |
|             | 鶴見駅              | 5.1           | 17.8          |            | 東海道本線（本線・東海道貨物線・高島線）・鶴見線* | 神奈川県 | 横浜市 鶴見区 | 横浜市 鶴見区 |

- 西大井駅 - 武蔵小杉駅で大田区を通るが、駅はない。
- 鶴見駅は東海道本線の電車線にはホームが存在する（京浜東北線が使用）が、東海道本線の列車線（東海道線・上野東京ラインが通過）および品鶴線の旅客線と貨物線にはホームなし。
  - 営業上は品川駅と鶴見駅を結んでいる扱いであるが（運賃計算上も同様）、鶴見駅には品鶴線のホームはなく全旅客列車が通過する。鶴見駅を通過した後、横須賀線専用線路上を走り東海道本線と並走して横浜駅まで停車しない。そのため、新川崎・武蔵小杉（南武線から乗り継ぐ場合も含む）・西大井から鶴見駅を経由して、川崎方面や鶴見 - 東神奈川間の各駅（これらの駅から分岐している鶴見線、横浜線方面も含む）に向かう（あるいはその逆の）場合は、鶴見 - 横浜間で区間外乗車が認められる[11]。
  - 品川駅以北と鶴見駅以南の間を品鶴線経由で利用する場合（品鶴線の品川駅 - 鶴見駅間は17.8km）、川崎駅回りの東海道線と同じ営業キロ (14.9km) で計算する（経路特定区間）。
- 品川駅 - 西大井駅間を通過する場合、大崎駅構内に属する目黒川・蛇窪の旧信号場を経由するが、運賃計算上大崎駅は経由していないものとみなされる。
- 湘南新宿ラインの列車で山手線大崎駅 - （大崎支線） - 旧蛇窪信号場 - 西大井駅を経由する場合でも、運賃計算上は「大崎駅 - 品川駅 - 西大井駅」の経路を経由したものとみなされている。この場合も上述の経路特定区間の特例が適用される。

### 廃止信号場
- 丸子信号場（品川駅起点8.5km）：東急多摩川線沼部駅と交差する付近にあり、かつてあった工場への専用線が分岐していた。